# Dusona turmalis
Dusona turmalis là một loài tò vò trong họ Ichneumonidae.